# 三豐市
三豐市（日语：／ Mitoyo shi */?）是位於日本香川縣的城市，為香川縣內人口第三多的城市，也是縣內面積第二大的城市。因市內有多條高速公路與JR四國的予讚線通過，且距離土讚線的分岔點多度津站相當近，使三豐市具有相當有利的交通條件。當地以賞櫻景點紫雲出山及浦島太郎傳說而聞名。
四國八十八箇所中的第67號札所大興寺、第70號札所本山寺，與第71號札所彌谷寺即坐落於市內。

## 地理
三豐市的轄區包括位於西邊仁尾港的大蔦島和小蔦島，以及北邊詫間灣的粟島與志志島。東北邊與象頭山、大麻山與彌古山接壤，東南部以讚岐山脈的中蓮寺峰、若狹峰、猪之鼻峠與六地藏峠和德島縣三好市相接，西北部則是伸向瀨戶內海的莊内半島。

### 氣候
三豐市在氣候上屬於瀨戶內海式氣候，氣候溫暖且雨量較少。當地的年均溫約為16至17度，年降雨量則約1200毫米。

## 歷史
當地在令制國時代屬於三野郡勝間鄉、高瀨鄉、詫間鄉、熊岡鄉、高野鄉、大野鄉、本山鄉）和豐田郡（刈田郡）山本鄉。

### 年表
- 1890年2月15日：實施町村制，現在的轄區在當時分屬：
  - 三野郡：仁尾村、莊內村、粟島村、詫間村、大見村、吉津村、下高瀨村、上高瀨村、勝間村、笠田村、比地二村、比地大村、桑山村、本山村、上高野村、二之宮村、麻村、神田村、財田村、財田大野村。
  - 豐田郡：辻村、河內村。
- 1899年4月1日：三野郡和豐田郡合併為三豐郡。
- 1924年4月1日：仁尾村改制為仁尾町。
- 1942年4月15日：詫間村改制為詫間町。
- 1955年3月31日：
  - 比地二村、二之宮村、麻村、勝間村、上高瀨村合併為高瀨町。
  - 本山村、上高野村、笠田村、比地大村、桑山村合併為豐中村。
- 1955年4月1日：
  - 辻村、河內村、神田村、財田大野村合併為山本村。
  - 大見村、下高瀨村、吉津村合併為三野村。
  - 詫間町、粟島村、莊內村合併為新設置的詫間町。
- 1957年1月1日：豐中村改制為豐中町。
- 1957年11月3日：山本村改制為山本町。
- 1961年9月1日：三野村改制為三野町。
- 1970年2月15日：財田村改制為財田町，為香川縣最後一個村級行政區劃。
- 2006年1月1日：仁尾町、高瀨町、豐中町、山本町、財田町、詫間町、三野町合併為三豐市。[15]

### 變遷表
| 1890年2月15日 | 1890年 - 1926年          | 1926年 - 1954年           | 1955年 - 1988年            | 1955年 - 1988年            | 1989年至今                |
| ------------- | ------------------------ | ------------------------- | -------------------------- | -------------------------- | ------------------------- |
| 仁尾村        | 1924年4月1日改制為仁尾町 | 1924年4月1日改制為仁尾町  | 1924年4月1日改制為仁尾町   | 1924年4月1日改制為仁尾町   | 2006年1月1日 合併為三豐市 |
| 莊內村        | 莊內村                   | 莊內村                    | 1955年4月1日 合併為詫間町  | 1955年4月1日 合併為詫間町  | 2006年1月1日 合併為三豐市 |
| 粟島村        |                          |                           | 1955年4月1日 合併為詫間町  | 1955年4月1日 合併為詫間町  | 2006年1月1日 合併為三豐市 |
| 詫間村        | 詫間村                   | 1942年4月15日改制為詫間町 | 1955年4月1日 合併為詫間町  | 1955年4月1日 合併為詫間町  | 2006年1月1日 合併為三豐市 |
| 大見村        | 大見村                   | 大見村                    | 1955年4月1日 合併為三野村  | 1961年9月1日 改制為三野町  | 2006年1月1日 合併為三豐市 |
| 吉津村        |                          |                           | 1955年4月1日 合併為三野村  | 1961年9月1日 改制為三野町  | 2006年1月1日 合併為三豐市 |
| 下高瀨村      |                          |                           | 1955年4月1日 合併為三野村  | 1961年9月1日 改制為三野町  | 2006年1月1日 合併為三豐市 |
| 上高瀨村      | 上高瀨村                 | 上高瀨村                  | 1955年3月31日 合併為高瀨町 | 1955年3月31日 合併為高瀨町 | 2006年1月1日 合併為三豐市 |
| 勝間村        |                          |                           | 1955年3月31日 合併為高瀨町 | 1955年3月31日 合併為高瀨町 | 2006年1月1日 合併為三豐市 |
| 比地二村      |                          |                           | 1955年3月31日 合併為高瀨町 | 1955年3月31日 合併為高瀨町 | 2006年1月1日 合併為三豐市 |
| 二之宮村      |                          |                           | 1955年3月31日 合併為高瀨町 | 1955年3月31日 合併為高瀨町 | 2006年1月1日 合併為三豐市 |
| 麻村          |                          |                           | 1955年3月31日 合併為高瀨町 | 1955年3月31日 合併為高瀨町 | 2006年1月1日 合併為三豐市 |
| 笠田村        | 笠田村                   | 笠田村                    | 1955年3月31日 合併為豐中村 | 1957年1月1日 改制為豐中町  | 2006年1月1日 合併為三豐市 |
| 比地大村      |                          |                           | 1955年3月31日 合併為豐中村 | 1957年1月1日 改制為豐中町  | 2006年1月1日 合併為三豐市 |
| 桑山村        |                          |                           | 1955年3月31日 合併為豐中村 | 1957年1月1日 改制為豐中町  | 2006年1月1日 合併為三豐市 |
| 本山村        |                          |                           | 1955年3月31日 合併為豐中村 | 1957年1月1日 改制為豐中町  | 2006年1月1日 合併為三豐市 |
| 上高野村      |                          |                           | 1955年3月31日 合併為豐中村 | 1957年1月1日 改制為豐中町  | 2006年1月1日 合併為三豐市 |
| 財田村        | 財田村                   | 財田村                    | 財田村                     | 1970年2月15日改制為財田町  | 2006年1月1日 合併為三豐市 |
| 財田大野村    | 財田大野村               | 財田大野村                | 1955年4月1日 合併為山本村  | 1957年11月3日 改制為山本町 | 2006年1月1日 合併為三豐市 |
| 神田村        |                          |                           | 1955年4月1日 合併為山本村  | 1957年11月3日 改制為山本町 | 2006年1月1日 合併為三豐市 |
| 辻村          |                          |                           | 1955年4月1日 合併為山本村  | 1957年11月3日 改制為山本町 | 2006年1月1日 合併為三豐市 |
| 河內村        |                          |                           | 1955年4月1日 合併為山本村  | 1957年11月3日 改制為山本町 | 2006年1月1日 合併為三豐市 |

## 交通

### 鐵路
- 四國旅客鐵道
  - 予讚線：（多度津町） - 津島之宮站（臨時站） - 詫間站 - 三野站 - 高瀨站　- 比地大站 - 本山站 - （觀音寺市）
  - 土讚線：（滿濃町） - 讚岐財田站 - （三好市）

|  |  |
|  |  |

其中津島之宮站為每年津嶋神社在夏之大祭時的（8月4日和8月5日）兩天開放的臨時車站。

### 道路
高速道路
- 高松自動車道：三豐鳥坂交流道 - 高瀬休息區 - 讚岐豐中交流道

### 渡輪
- 粟島汽船：詫間港 - 粟島、志志島
- 蔦島渡船：仁尾港 - 蔦島

### 公車
- 三豐市社區巴士
  - 高瀨線
  - 高瀨仁尾線
  - 山本線
  - 三野線
  - 財田高瀨線
  - 高瀨觀音寺線
  - 豐中仁尾線
  - 詫間線
  - 莊內線
  - 詫間三野線
  - 仁尾線
  - 財田觀音寺線

## 觀光資源

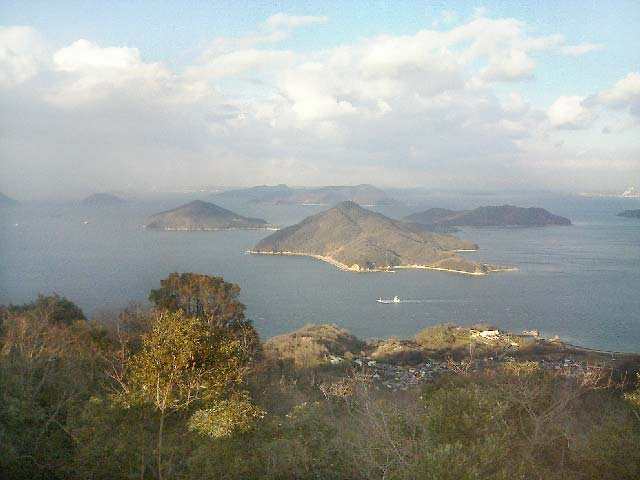
從紫雲出山眺望粟島

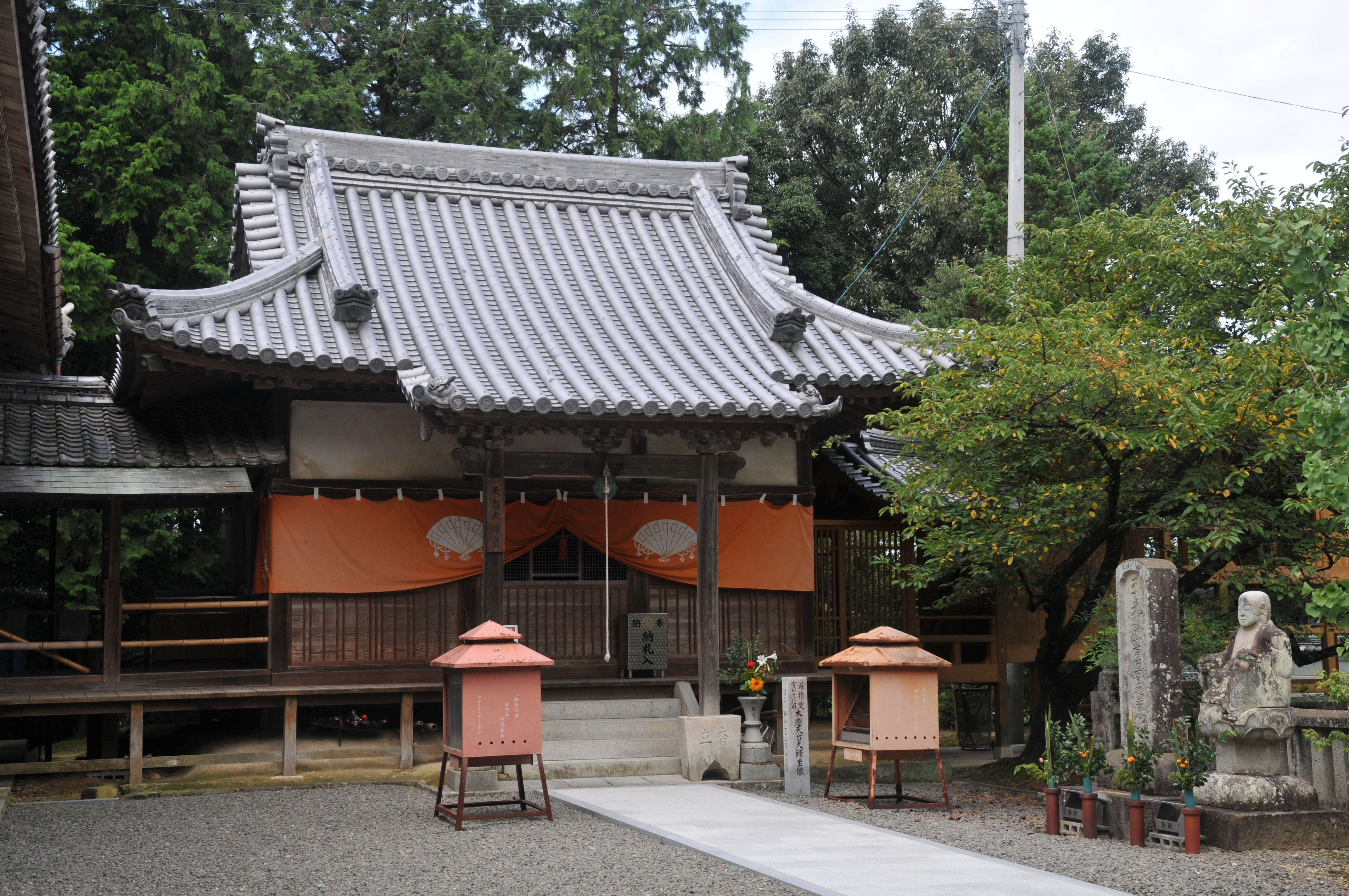
大興寺　天台大師堂

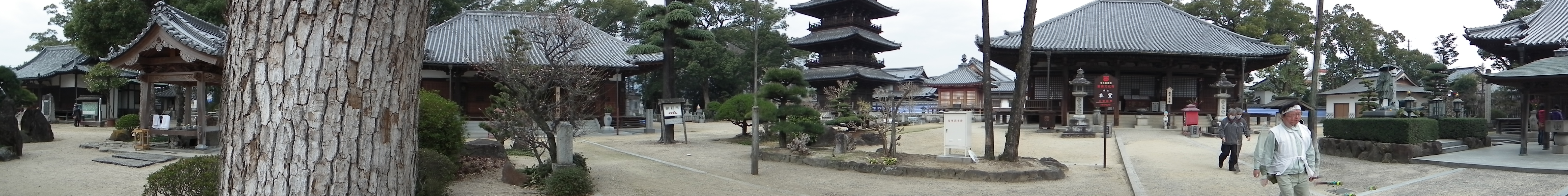
本山寺

- 紫雲出山遺跡館
- 浦島花卉公園
- 粟島海洋記念公園
- 粟島海洋記念館
- 津嶋神社
- 大水上神社（讚岐國二宮）
- 四國八十八箇所
  - 第67號札所 大興寺
  - 第70號札所 本山寺
  - 第71號札所 彌谷寺

## 教育

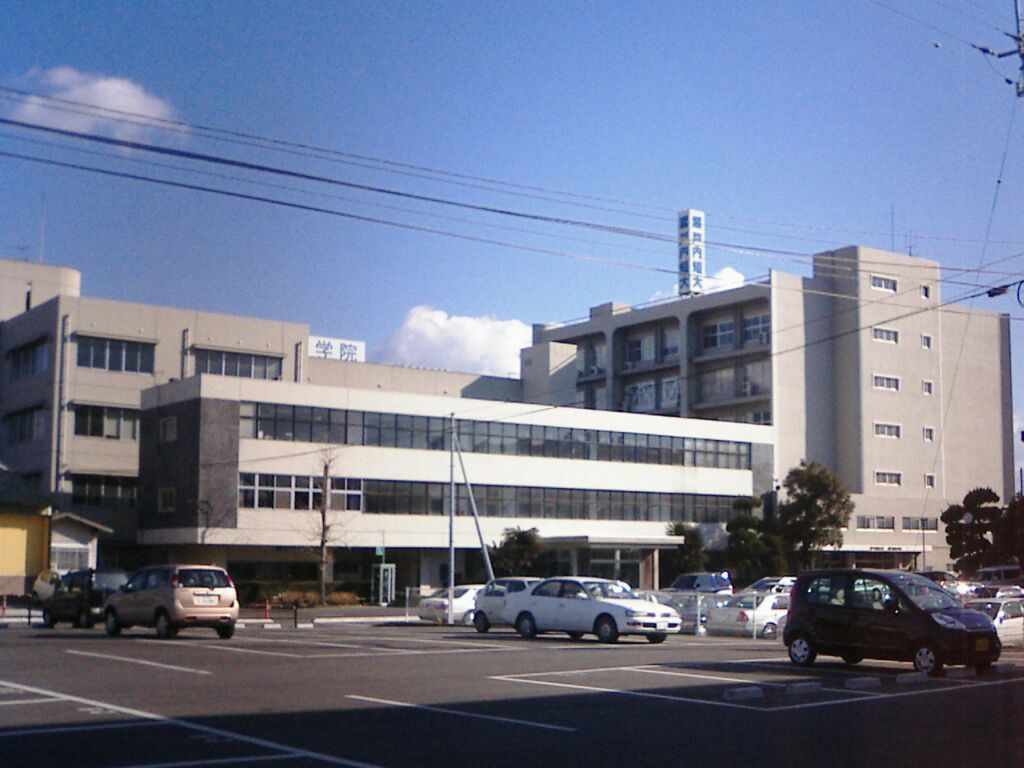
瀨戶內短期大學

大學、短期大學
- 瀨戶內短期大學

專修學校
- 瀨戶內綜合學院

高等專門學校
- 詫間電波工業高等專門學校

高等學校
- 香川縣立高瀨高等學校
- 香川縣立笠田高等學校
- 香川西高等學校

中學校
| - 三豐市立仁尾中學校（页面存档备份，存于） - 三豐市立詫間中學校 - 三豐市立高瀨中學校 - 三豐市立豐中中學校 | - 三豐市立和光中學校 - 三豐市立三野津中學校（页面存档备份，存于） - 三豐市觀音寺市學校組合立三豐中學校 |

小學校
| - 三豐市立仁尾小學校 - 三豐市立曾保小學校 - 三豐市立大濱小學校 - 三豐市立松崎小學校 - 三豐市立箱浦小學校 - 三豐市立詫間小學校 - 三豐市立勝間小學校 - 三豐市立上高瀨小學校 | - 三豐市立二之宮小學校 - 三豐市立麻小學校 - 三豐市立比地小學校 - 三豐市立笠田小學校 - 三豐市立上高野小學校 - 三豐市立桑山小學校 - 三豐市立比地大小學校 - 三豐市立本山小學校 - 三豐市立辻小學校 | - 三豐市立河內小學校（页面存档备份，存于） - 三豐市立大野小學校 - 三豐市立神田小學校 - 三豐市立財田上小學校 - 三豐市立財田中小學校 - 三豐市立下高瀨小學校 - 三豐市立吉津小學校 - 三豐市立大見小學校 |

## 姊妹、友好都市

### 日本
- 美波町（德島縣海部郡）
於2007年7月21日締結為友好都市
- 洞爺湖町（北海道虻田郡）
  - 於2007年7月1日地結為友好都市[16]

### 海外
- 陜川郡（韓國慶尚南道）
於2007年7月13日地結為友好都市
- 沃帕卡（英语：Waupaca, Wisconsin）（美國威斯康辛州沃帕卡縣）
- 三原縣（中華人民共和國陝西省咸陽市）
於2009年1月13日地結為友好都市

## 本地出身之名人
- 石井絹治郎：大正製藥創辦人。

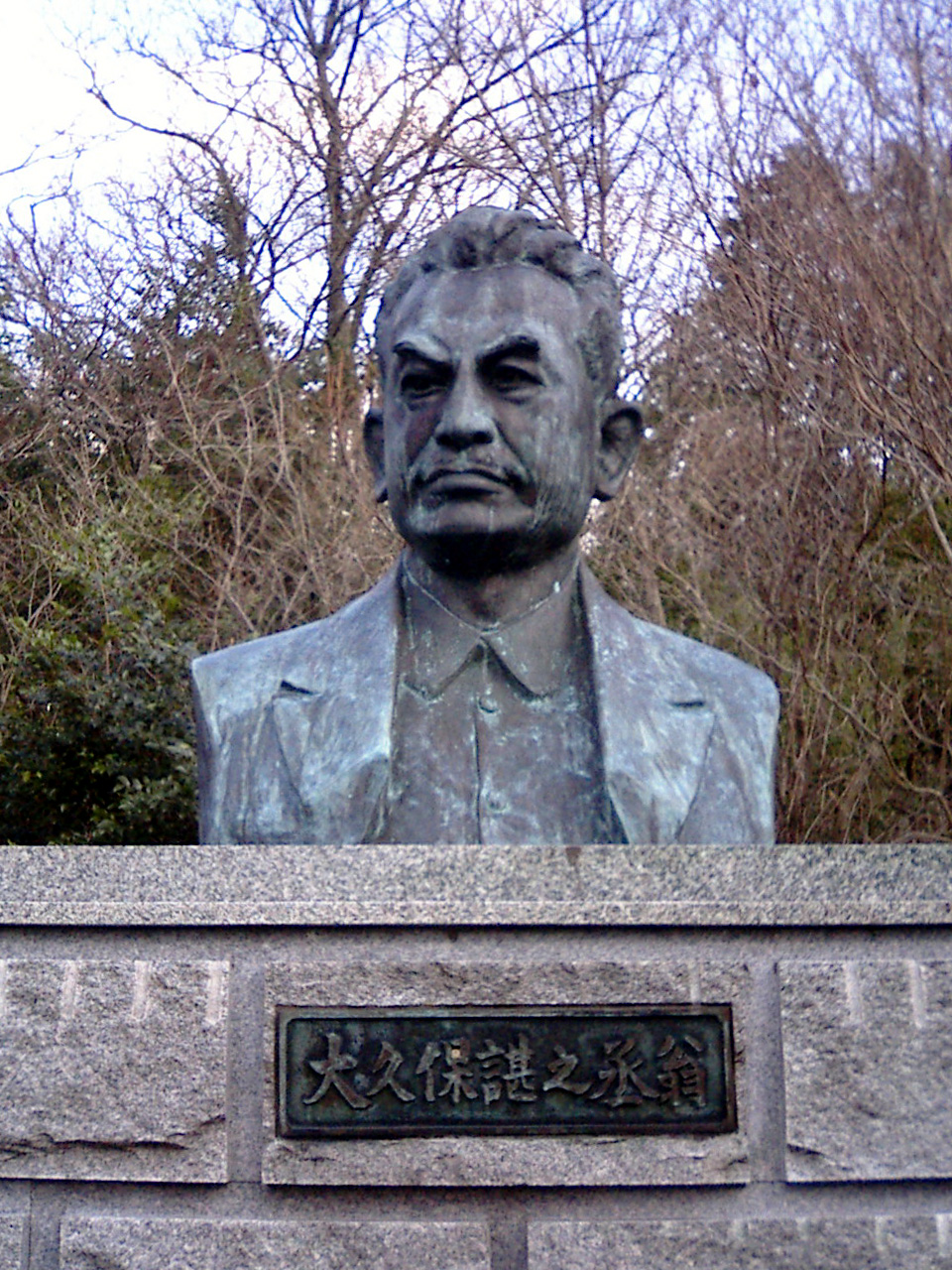
大久保諶之丞銅像

- 大久保諶之丞：明治時代政治家、曾任愛媛縣議會議員、香川縣議會議員，致力於建設四國地區的交通建設。
- 矢野庄太郎：政治家、曾任台灣總督府書記官、前眾議院議員、前大藏大臣。
- 真鍋賢二：前參議院議員、曾任環境廳長官。
- 前川忠夫：前香川大學校長、曾任香川縣知事。
- 栗本キミ代（松崎キミ代）：前桌球選手、生涯累積世界桌球錦標賽七面金牌。
- 田村實造：亞洲史學者、前京都女子大學校長。
- 要潤：演員和模特兒
- 馬渕英俚可：女演員
- 桃田賢斗：羽球國手

## 外部連結
- （日語） 三豐市觀光交流局（页面存档备份，存于）
- （日語） 三豐市中小企業振興協議會（页面存档备份，存于）
- （日語） 三豐合併協議會